# Похвиснево
Похвиснево— деревня в Тарусском районе Калужской области. Административный центр сельского поселения «Деревня Похвиснево».

## География
Деревня находится в восточной части Калужской области, на границе с Тульской областью, на берегу реки Таруса.

### Часовой пояс
Деревня Похвиснево, как и вся Калужская область, находится в часовой зоне МСК (московское время). Смещение применяемого времени относительно UTC составляет +3:00.

## История
В 1782 году — сельцо Кохвиснево Тарусского уезда. В деревне проходили съёмки сериала «Участок» и его продолжения — «Заколдованный участок».

## Население
| 2002 | 2010 |
| ---- | ---- |
| 233  | ↘217 |